# John Hendrickson
John Henry Hendrickson (Long Island, Nova York, 20 d'octubre de 1872 – Queens, Nova York, 24 de febrer de 1925) va ser un tirador estatunidenc que va competir a començaments del segle xx.
Va prendre part en els Jocs Olímpics d'Estiu de 1912 d'Estocolm, on disputà dues proves del programa de tir. Guanyà la medalla d'or en la competició de fossa olímpica per equips, mentre en la prova individual fou quaranta-quatrè.